# Esquirol pigmeu de Panamà
L'esquirol pigmeu de Panamà (Microsciurus venustulus) és una espècie de rosegador de la família dels esciúrids. Fou descrit originalment com una subespècie de M. alfari. És endèmic de Panamà i, per tant, és una de les tres espècies de Microsciurus oriündes de Centreamèrica. Té una llargada total de 250 mm i el crani de 37 mm en la seva major dimensió. El seu nom específic, venustulus, significa ‘elegant’ en llatí.